# Thaisa Moreno
Thaisa de Moraes Rosa Moreno (Xambrê, 17 december 1988), voetbalnaam kortweg Thaisa, is een Braziliaans voetballer. Zij speelt als middenvelder bij Milan Femminile (de vrouwentak van AC Milan) en komt sinds 2013 uit voor het nationale vrouwenelftal van Brazilië.

## Clubcarrière
Samen met drie andere Braziliaanse speelsters ging Thaisa in januari 2014 over naar Tyresö FF. Met deze Zweedse voetbalclub bereikte ze de finale van de UEFA Women's Champions League 2013/14, die met 3–4 werd verloren van VfL Wolfsburg. Na te hebben gespeeld voor clubs in IJsland, de Verenigde Staten en haar vaderland Brazilië, stapte ze in 2018 over naar het Italiaanse Milan Femminile.

## Interlandcarrière
Thaisa debuteerde op 22 september 2013 voor het Braziliaanse voetbalelftal, in een wedstrijd tegen de Nieuw-Zeelandse vrouwen. Sindsdien kwam zij voor haar land uit op onder andere de Olympische zomerspelen van 2016 en het Zuid-Amerikaans kampioenschap voetbal van 2018, waar Brazilië voor de zevende maal de titel veroverde. Op het WK van 2019 scoorde Thaisa in de achtste finale de gelijkmaker tegen gastland Frankrijk. Een doelpunt van de Franse captain Amandine Henry in de verlenging betekende niettemin het einde van het kampioenschap voor de Braziliaanse dames.